# Gongora bufonia
Gongora bufonia är en orkidéart som beskrevs av John Lindley. Gongora bufonia ingår i släktet Gongora och familjen orkidéer. Inga underarter finns listade i Catalogue of Life.